# 4-й повітрянодесантний корпус (СРСР)
4-й повітрянодесантний корпус (4 ПДК) — повітрянодесантний корпус, військове об'єднання повітрянодесантних військ Радянського Союзу за часів Другої світової війни.

## Історія об'єднання
Напередодні німецько-радянської війни 214-та повітряно-десантна бригада була розгорнута у 4-й повітряно-десантний корпус.
Корпус брав активну участь у війні на Західному фронті.
У серпні 1942 року переформовано у 38-му гвардійську стрілецьку дивізію, що пройшла всю війну до Німеччини.

## Командування
- Командири:
- полковник Казанкин О. Ф. (травень — червень 1941 року);
- Герой Радянського Союзу генерал-майор Жадов О. С. (червень — серпень 1941 року);
- полковник Казанкин О. Ф. (серпень — листопад 1941 року);
- генерал-майор Льовашев А. Ф. (листопад 1941 — лютий 1942 року) (загинув, знаходячись в транспортному літаку, атакованому німецьким винищувачем)
- генерал-майор Казанкин О. Ф. (лютий — серпень 1942 року).

## Відео
- Освободители. Воздушный десант (рос.)